# Lisle (Dordogne)
Lisle (okzitanisch: L’Esla) ist eine französische Gemeinde mit 873 Einwohnern (Stand: 1. Januar 2022) im Département Dordogne in der Region Nouvelle-Aquitaine; sie gehört zum Arrondissement Périgueux und zum Kanton Brantôme en Périgord. Die Bewohner werden Lislois und Lisloises genannt.

## Geografie
Lisle liegt etwa 17 Kilometer nordwestlich von Périgueux in der Landschaft Périgord. Die Nachbargemeinden von Lisle sind Bourdeilles im Norden und Nordosten, Bussac im Osten, Mensignac im Süden, Tocane-Saint-Apre im Südwesten sowie Grand-Brassac im Westen und Nordwesten.

## Bevölkerungsentwicklung
| Jahr                      | 1962 | 1968 | 1975 | 1982 | 1990 | 1999 | 2006 | 2013 | 2020 |
| Einwohner                 | 967  | 990  | 934  | 917  | 946  | 909  | 920  | 896  | 825  |
| Quelle: Cassini und INSEE |      |      |      |      |      |      |      |      |      |

## Sehenswürdigkeiten
- Kirche Saint-Martin aus dem 12. Jahrhundert mit späteren Umbauten, seit 2005 als Monument historique klassifiziert
- Burg, genannt „Château-Haut“, mit Ursprüngen aus dem 12. Jahrhundert, in den Hugenottenkriegen verwüstet wurde das heutige Schloss im ausgehenden 16. Jahrhundert errichtet, Innentreppe aus dieser Epoche ist seit 1942 als Monument historique eingeschrieben
- Herrenhaus, genannt „Château-Bas“ aus dem 16. Jahrhundert
- Herrenhaus La Peyzie aus dem 19. Jahrhundert
- Mühle Jansou

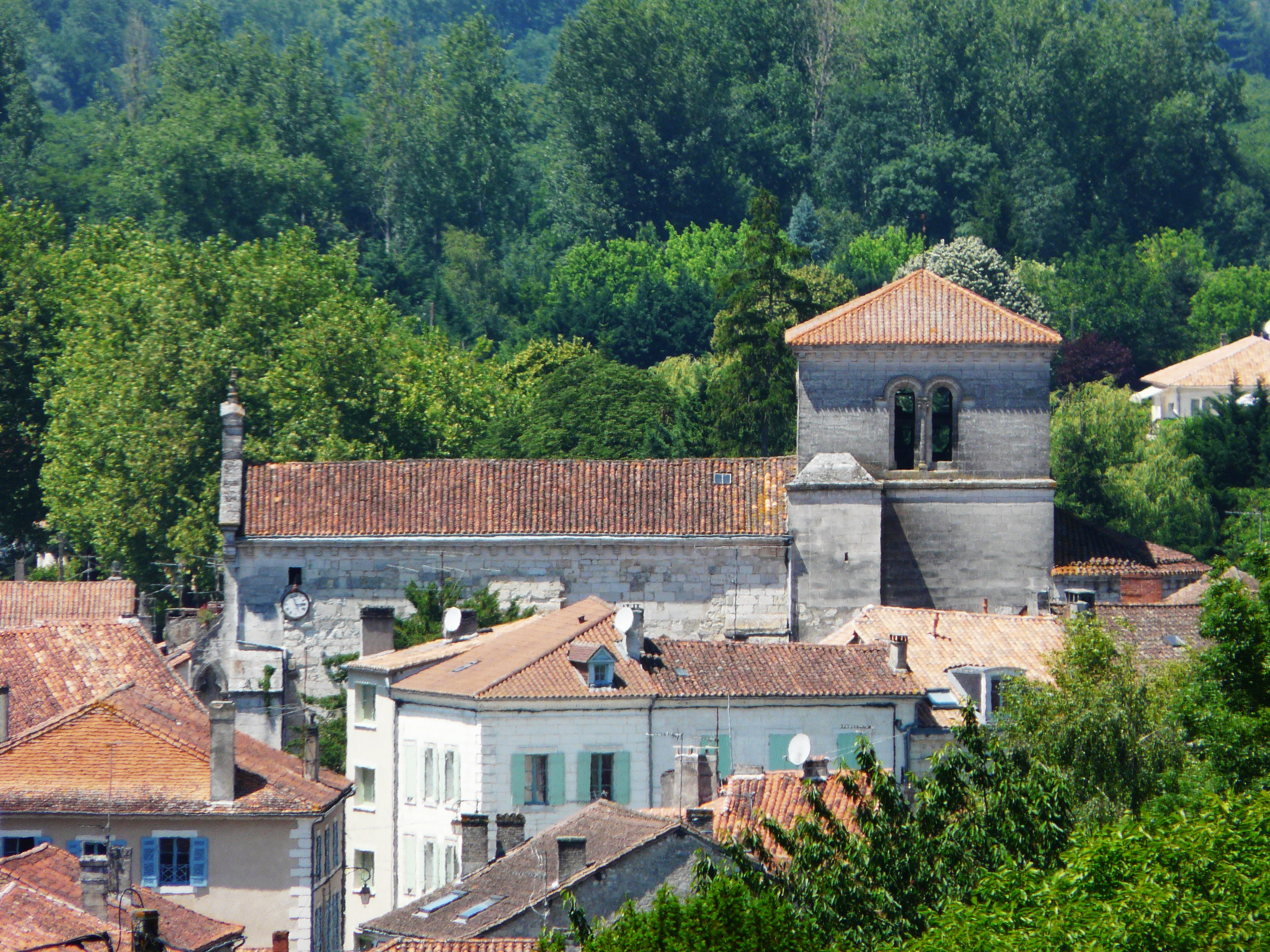
Kirche Saint-Martin
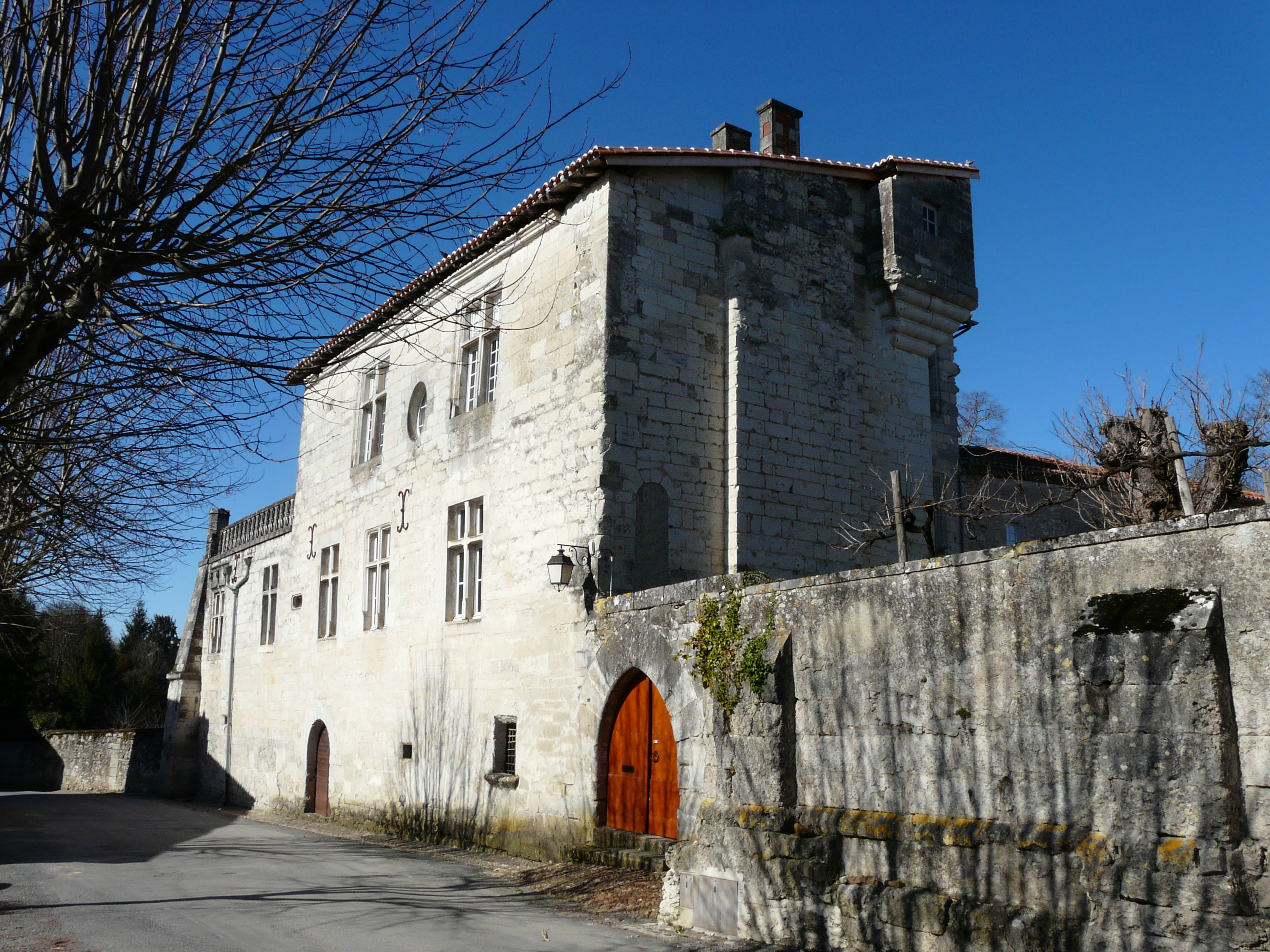
Oberes Schloss
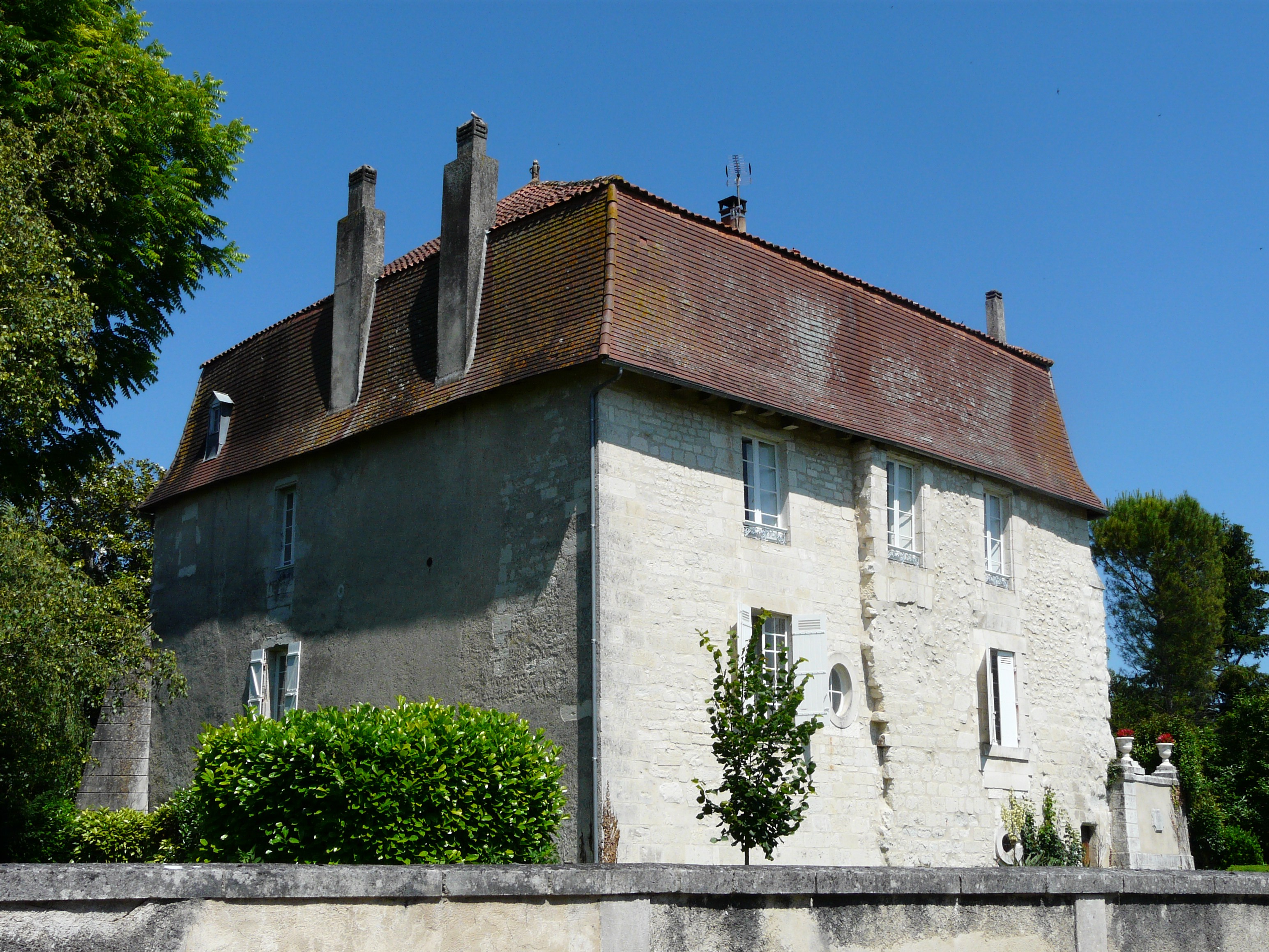
Unteres Schloss
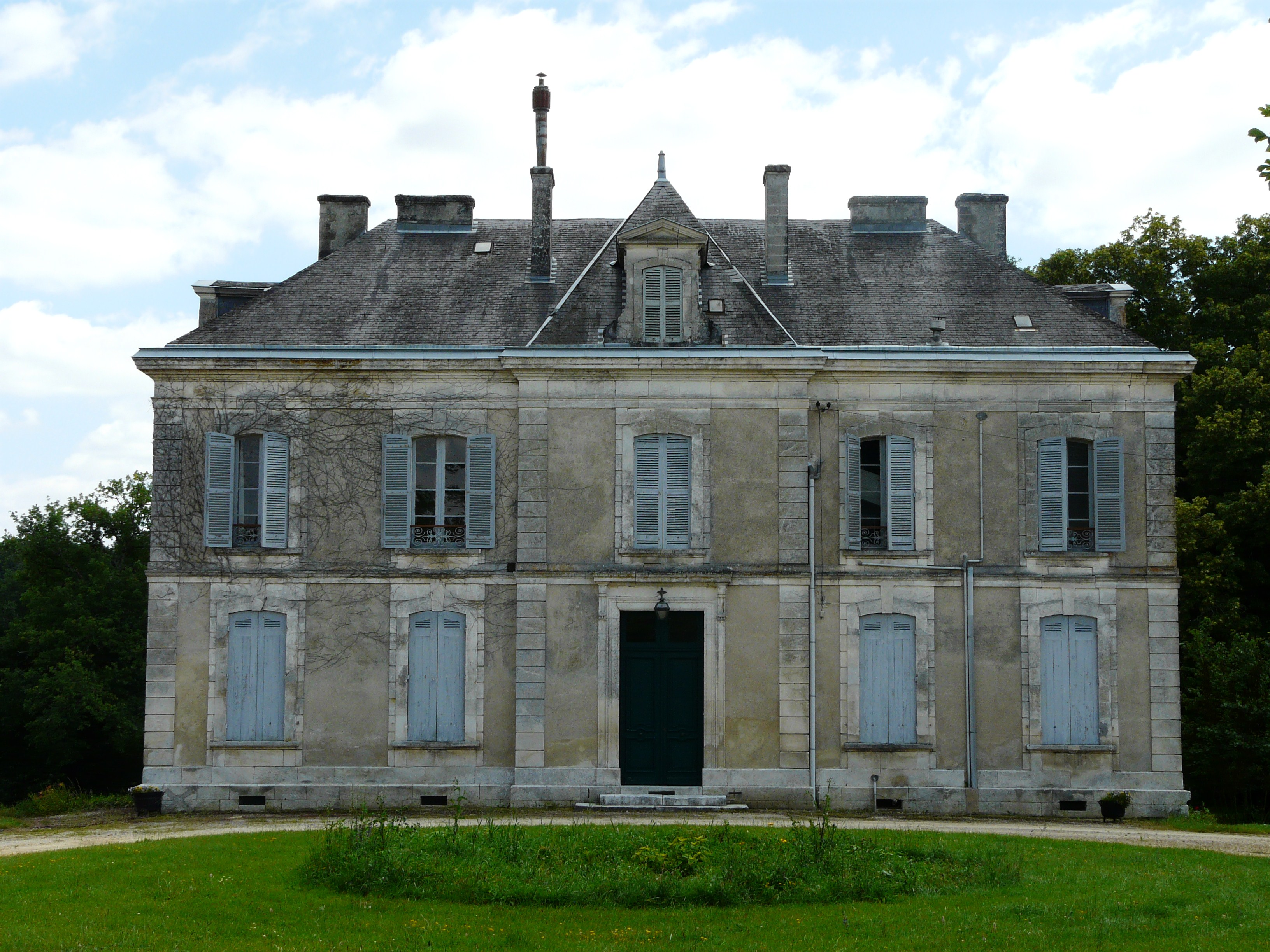
Herrenhaus La Peyzie
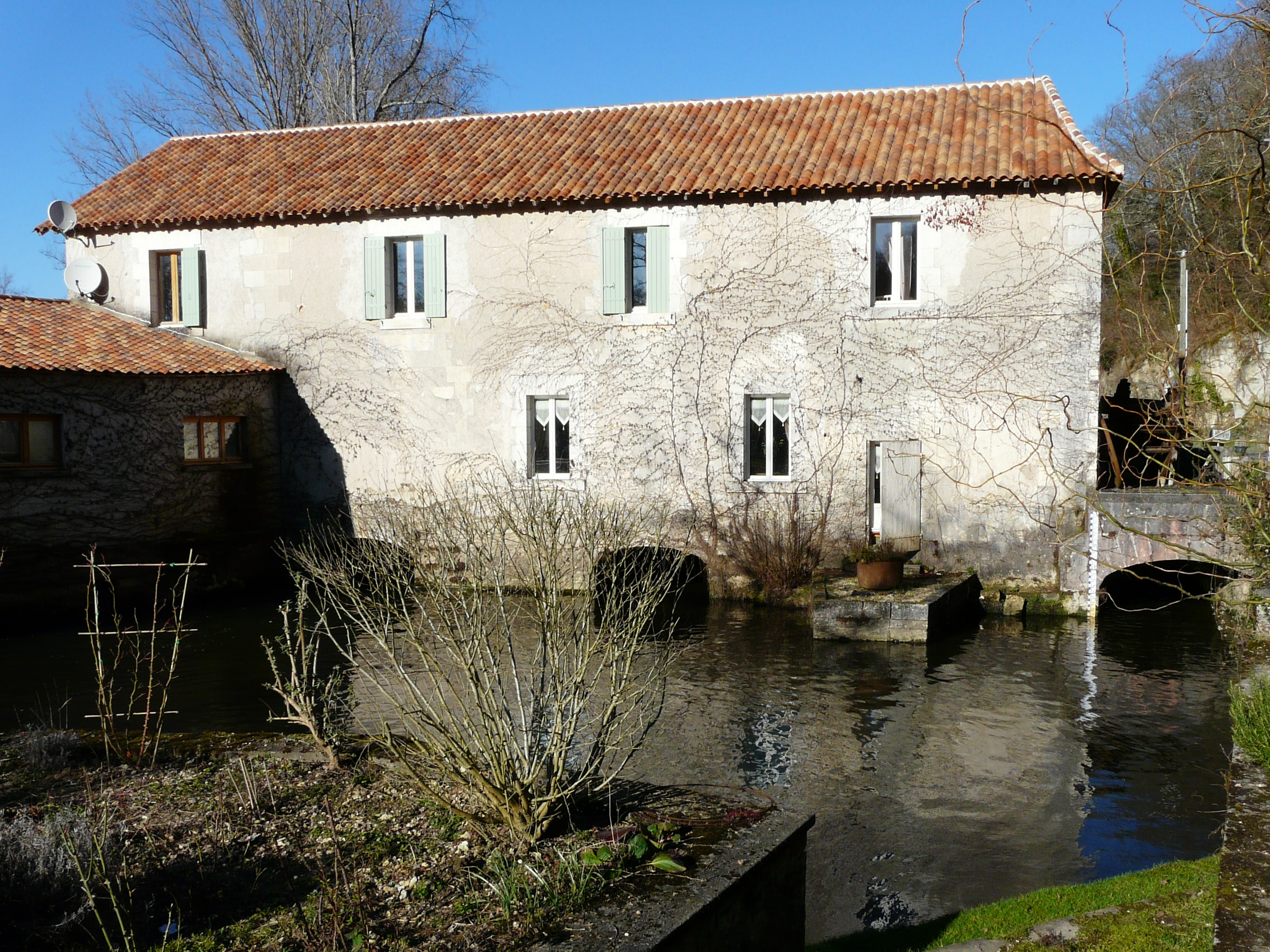
Mühle Jansou